# Diabroctis cadmus
Diabroctis cadmus là một loài bọ cánh cứng trong họ Bọ hung (Scarabaeidae).